# Ітакська година
І́такська годи́на (англ. Ithaca hour) або скор. години — місцева валюта, використовувана в американському місті Ітака; найстаріша і найбільша з чинних систем місцевої валюти в США. Одна ітакська година рекомендується як засіб платежу за одну годину роботи однієї людини, хоча можливі інші домовленості. Встановлено курс обміну однієї ітакської години на 10 американських доларів, але емітент не зобов'язується проводити обмін за будь-яким курсом і не формує резервів забезпечення.
За прикладом ітакської години створено схожі системи в Медісоні, Корваллісі.

## Валюта
Ітакська година не прив'язана до національної валюти і не може бути вільно конвертованою в інші валюти, хоча деякі суб'єкти економіки можуть погодитися придбати таку валюту.
Грошові знаки ітакського годинника друкуються на високоякісному папері і використовують тьмяну графіку, яку складно підробити. Кожна банкнота має унікальний серійний номер, щоб утруднити підробку.
Завдяки спонсорській підтримці та побажанням користувачів, яким потрібна була дрібна розмінна банкнота, 2002 року введено банкноту номіналом одна десята години. Ці банкноти підписували президент ітакських годин Стів Бурке та президент компанії-спонсора емісії.

## Історія
Ітакські години заснував у листопаді 1991 року графічний дизайнер Пол Гловер. Система має історичні корені у використанні скрипів, альтернативних та місцевих валютах, які набули поширення в США за часів Великої депресії.
Гловер зауважив, що сільськогосподарський район занепадав, оскільки жителі витрачали більшу частину своїх доларових доходів на товари в магазинах, а магазини не купували товари чи послуги у місцевого населення. Таким чином, більшість жителів, не маючи достатньої кількості вільних грошових знаків, не могли платити за товари та послуги місцевого виробництва. Такий стан справ зменшував обсяг місцевого валового продукту та призводив до послідовного погіршення місцевої економічної ситуації.
Пол Гловер надрукував банкноти із зображеннями пам'яток міста, дітей та знаменитих людей. Купюри ітакських годин друкуються в місцевій друкарні, депонуються в місцевій кредитній спілці, поки на них не поставлять серійні номери, а потім входять у законний обіг. Купюри захищені від підробок, багатобарвні, мають серійні номери і рельєфні зображення.
Спочатку кожен член системи отримав купюри на суму 4 години (еквівалент 40 доларів).

## Управління валютною системою
Пол Гловер стежить за покращенням обігу годин. Якщо в якогось підприємства з'являється надлишок, Гловер обговорює можливі шляхи їх погашення з їхнім власником. Гловер завжди знає про репутацію того чи іншого торговця, що використовує години, і про товари або послуги, які той пропонує. Неформальна опікунська рада, Муніципальна резервна система відстежують обіг місцевої валюти та приймають рішення про емісію. Гловер відкрив Банк годин (англ. Hours Bank), щоб регулювати обіг місцевої валюти, забезпечувати прозорість та розширювати асортимент товарів та послуг, які можна оплатити годинами. Організатори працюють із місцевими бізнесменами, виявляючи товари, які ті купують за межами регіону, а потім пропонують співпрацю з місцевими потенційними виробниками таких самих товарів. Таким чином працює програма заміщення імпорту, створюються нові робочі місця та мешканці зберігають фіатну валюту (долари) для придбання тих товарів, які на даний момент не виробляють місцеві підприємства.

## Економічний розвиток
Від 1991 року емітовано годин на суму еквівалентну кільком мільйонам доларів США. Цією валютою користувалися тисячі жителів Ітаки, її приймали до оплати близько 500 компаній — медичний центр, бібліотеки, місцеві фермери, кінотеатри, ресторани, боулінги, спортклуби, автосервіси і домовласники. За години працюють сантехніки, теслярі, електрики, няні, хірурги, доглядальниці, автослюсарі. На години можна купити продукти, окуляри, дрова, подарунки та тисячі інших товарів та послуг. Місцева кредитна спілка приймає години на сплату відсотків за заставними та позиками. Годинами сплачують оренду. Їх приймає Торгова палата та 300 інших підприємств, 40 продавців сільгоспринку, 55 фермерів, два найбільші місцеві бакалійники та 200 інших підприємців.
На підтримку місії заохочення місцевого економічного розвитку Рада директорів надає безвідсоткові позики ітакських годин та гранти місцевим некомерційним організаціям.
Номінал ітакської години піднімає рівень життя працівників із найнижчою оплатою, не знижуючи заробітків високооплачуваних. Ітакські фермери виплачують поденникам найвищу ставку за селянську працю у світі: еквівалент 10 доларів США за людино-годину. З іншого боку, дантистам, масажистам і юристам, які беруть за годину більше за усереднені 10 доларів, дозволено стягувати кілька годин за годину. В Ітаці розрив між максимальною та мінімальною погодинними ставками має співвідношення 5:1, що набагато менше, ніж в офіційній капіталістичній економіці.

## Тези Гловера
Пол Гловер стверджує:
«Економіка — це на 85 % психологія… Коли 90 осіб і три магазини погодилися приймати цю валюту, наші гроші показали себе сильними, цілком надійними та просто чудовими. Наполягаючи на цьому протягом 4,5 років, ми досягли їхнього сприйняття як надійних — вони стали такими бажаними, що люди вважають за краще отримувати платежі саме в них. Це цілий культурний процес».
Чим забезпечені ітакські години? Очевидно, що не благородними металами чи товарами. Години не є зобов'язаннями емітента. Вони забезпечені впевненістю членів місцевої громади щодо їхньої цінності.
«Я думаю, що долари США забезпечені морською піхотою США більше, ніж рештою. Офіційна валюта випускається зі швидкістю 830 тисяч доларів додаткового національного боргу за хвилину. Ітакці ставляться до своїх Годин, як до реальних грошей, забезпечених реальними людьми, реальним часом, реальними вміннями та навичками. Навпаки, долари — це смішні гроші, які більше не забезпечені ні золотом, ні сріблом, а лише п'ятьма трильйонами національного боргу. Ми спостерігали, як федеральні долари приходили в місто, змінювали кількох власників і йшли з міста, щоб на них потім вирубувалися ліси Амазонки — легені планети — або фінансувалися війни, а ітакська година, навпаки, залишається в нашому регіоні і допомагає нам давати один одному роботу».

Коли гроші не покидають громаду, транснаціональні корпорації втрачають інтерес до цього регіону, залишаючи ринок місцевому бізнесу. Життєвий рівень людей у такому разі більшою мірою визначають їхні власні зусилля, а не кон'юнктура світових ринків чи спекуляції на світових біржах.
«Національна грошова система пускає гроші на спекулятивні вкладення незалежно від впливу цих інвестицій на громади та на довкілля замість того, щоб вкладати їх у виробництво. Кожна громада має таланти і гроші, які не винагороджуються формальною економікою. А громада, навколо якої проведено грошовий кордон, приноситиме свої таланти на ринок і даватиме нам більше купівельної сили для торгівлі між собою». «Достатньо держсекретареві США оголосити, що наші гроші загрожують цілісності долара, від якого ми всі залежимо, — і кінець».

## Статистика
Від 1991 року випущено понад 6300 купюр годин п'яти номіналів на суму, еквівалентну 63 тисячам доларів США. Тисячі людей та 500 підприємств заробляли та витрачали години. Товарообіг з використанням годин перевищив суму, еквівалентну 2 млн доларів. Випускається каталог, який містить список підприємств, що приймають години, та розповіді про вдалі обміни, що приваблює нових учасників. Кожен, хто погоджується приймати банкноти, отримує 2 години. Через кожні вісім місяців можна попросити додаткові дві години нагороди за продовження участі в системі. У такий спосіб стимулюють обіг валюти. Після емісії годин, їх може використовувати будь-яка людина. 11 % годин емітується, як гранти громадським організаціям. 35 некомерційних організацій вже отримали гранти на 610 годин (близько $6100). Сама організація Ithaca Hours видала гранти в годинах на загальну суму понад 10 тисяч доларів на 57 суспільно-корисних проектів. 5 % годин може випускатися на потреби самої системи, насамперед, для оплати за друкування банкнот. Позики в годинах видаються лише безвідсоткові.